# La spiaggia di Bas-Butin, Honfleur
La spiaggia di Bas-Butin, Honfleur (La Grève du Bas-Butin, Honfleur) è un dipinto a olio su tela (67x78 cm) realizzato nel 1886 dal pittore Georges Seurat; raffigura la solitaria spiaggia di Bas-Butin, ad ovest di Honfleur, soggetto prediletto, allora, di molti artisti suoi contemporanei.
È conservato nel Musée des Beaux-Arts di Tournai.
Il quadro fu dipinto durante un viaggio a Honfleur nell'estate del 1886. Il progetto originale prevedeva di realizzare sette tele della medesima località nelle diverse parti della giornata: mattino, pomeriggio, tramonto e sera; questo aveva lo scopo di verificare la validità di nuove tecniche pittoriche.